# Nicolaus Eck

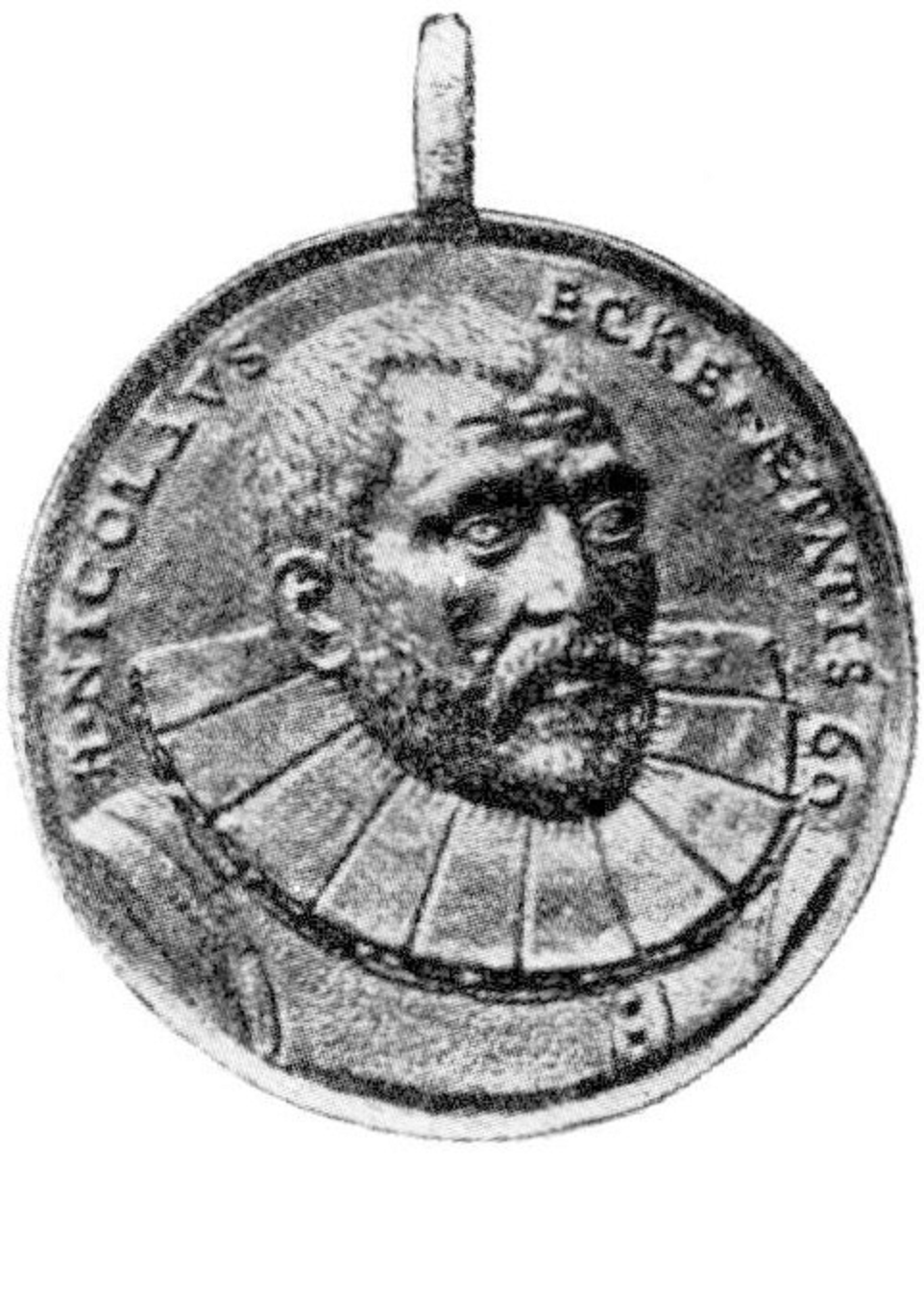
Brustbild mit der Umschrift Nicolaus Ecke aet. 60

Nicolaus Eck (* 1541 in Riga; † 28. August 1623 ebenda) war Bürgermeister und Burggraf von Riga.

## Leben
Nicolaus Eck war ein Sohn von Eck Claus (* ca. 1505; † ca. 1557) und der NN Borgentreich.
In den Jahren 1570 bis 1580 wurde er durch verschiedene Grundstücks- bzw. Immobilienangelegenheiten in Riga urkundlich genannt, war aber bereits seit 1576 auch Ratsherr ebd. Im Jahre 1581 wurde Eck Bürgermeister und 1583 auch Burggraf in Riga.
Die von Eck protegierte Einführung des neuen Kalenders führte am 2. Januar 1585 zum Ausbruch von Bürgerunruhen in Riga. Dabei wurde u. a. seine Wohnung verwüstet. Erst nach 14 Tagen konnten die Tumulte beigelegt werden und nach Erlassung einer allgemeinen Amnestie wurde auch Eck gegenüber ein Schadenersatz in Aussicht genommen. Im März brachen jedoch die Unruhen von neuem aus und Eck musste aus der Stadt exilieren. 1586, nachdem die Angelegenheit zur Untersuchung und Unterdrückung der Unruhen in Riga vor den König gekommen war, kehrte Eck in seine Ämter zurück und erhielt einen Schadenersatz von 10.000 Gulden zuerkannt.
Die Angelegenheit kam jedoch unter der katholisch-polnischen Herrschaft über die Stadt nicht zur Ruhe. So wurde er in den Streit zwischen Jakob Godemann und David Hilchen verwickelt und blieb der Bürgerschaft deshalb verhasst, weil er am Severinschen Kontrakt fest hielt. Infolgedessen kam es zu neuen An- und Vorwürfen gegen Eck als auch zu weiteren Unruhen, so dass dieser sich 1605 erneut ins Exil begab. Auf königlichen Befehl wurde er 1612 restituiert und kehrte mit seinen beiden gleichfalls entflohenen Schwiegersöhnen Rörtger zur Horst und Thomas Ramme zurück. Im Anschluss verlief die Verwaltung unter seiner Führung problemlos. Eck stiftete ein Armenhaus für Bürgerwitwen, welches unter dem Namen Ecks Konvent (auch „Eckes Konvent“ oder – mit dem alten Genitiv – „Eckens Konvent“) noch lange fortbestand. Nach seinem Tod wurde Ecks im Rigaer Dom begraben.

## Familie
Nicolaus Eck ist der Vorfahre der späteren Adelsfamilie von Ekesparre, er war in erster Ehe mit Elisabeth Breul, Tochter des rigischen Ratssekretärs Bernt Breul und der NN Linden, in zweiter Ehe mit Anna Schultze (* 1573; † 1618), Tochter des rigischen Bürgermeisters Michael Schultze und der Elisabeth von Romberg, vermählt.
Kinder:
1. Elisabeth, ⚭ vor 1605 Rötger thor Horst († 1632)
2. Anna († vor 1627), ⚭ 1606 Thomas Ramm, 1621 Bürgermeister von Riga
3. Bernhard, ⚭ Anna von Zwirnbach
4. Clara, ⚭ Gotthard (Gerd) Maneken († 1610)
5. Katharina, ⚭ Joachim Welling (* 1587; † 1636), 1620 Ältester der Großen Gilde[5]